# Сайпанский инцидент
Сайпанский инцидент (англ. Saipan incident) — футбольный скандал, разгоревшийся в мае 2002 года между капитаном сборной Ирландии Роем Кином и тренером Миком Маккарти. Название получил по острову Сайпан, где вела свою подготовку сборная Ирландии перед чемпионатом мира, который должен был пройти в Корее и Японии. В результате скандала Рой Кин был исключён из состава сборной, а общественное мнение по поводу виновников скандала разделилось.

## Предыстория
Остров Сайпан был выбран Футбольной ассоциацией Ирландии изначально в качестве базы для подготовки. По мнению руководства, он идеально подходил для игроков, которые устали после долгого сезона. Ожидалось, что игроки пройдут на нём все процедуры по восстановлению и затем отправятся в Японию для подготовки к турниру. Капитаном сборной Ирландии, которой предстояло играть на чемпионате мира, был полузащитник «Манчестер Юнайтед» Рой Кин: Ирландия квалифицировалась на чемпионат мира 2002 года, заняв 2-е место в своей квалификационной группе зоны УЕФА и выиграв стыковые матчи против Ирана. С самого первого матча, проведённого в футболке сборной, Кин подвергал критике планы подготовки сборной к официальным встречам, а действия Футбольной ассоциации Ирландии считал непрофессиональными, обвиняя Джека Чарльтона и Мика Маккарти (тренеров сборной Ирландии, под руководством которых он выступал) во множестве инцидентов.
Кин, который говорил своему клубному наставнику Алексу Фергюсону, что хочет сыграть на чемпионате мира и собирается там бороться только за победу в турнире, остался недоволен выбранной базой и условиями общей подготовки сборной, которые не соответствовали его ожиданиям. Помимо этого, Кин раскритиковал условия перелёта для игроков (игрокам предоставили места второго класса, а руководству ФАИ — первого класса), стратегию сборной, поставленные цели, диету и даже уровень квалификации Маккарти как тренера. В автобиографии Кин писал, что перед отборочным матчем против Нидерландов игроков его сборной кормили сэндвичами с сыром, а рекомендуемые перед матчем блюда с макаронами просто не были доступны.

## Скандал

### Интервью о подробностях
Уже 21 мая Кин пригрозил покинуть расположение сборной, но вскоре неожиданно раздумал. Ирландские СМИ, в основном телерадиокомпания RTÉ и несколько газет, сообщали о серьёзной напряжённости в расположении сборной. В связи с изоляцией острова от внешнего мира доподлинно не было известно, что было поводом для появления напряжённости, однако пресса обвиняла в её возникновении именно Кина. Газета Daily Star в течение месяцев постоянно публиковала критические статьи о Кине и подвергала сомнению его вклад в выступление сборной.
Ошибочно утверждается, что Кин согласился раскрыть подробности в первую очередь журналисту Тому Хамфрису из ирландской ежедневной газеты The Irish Times. Первым интервью у Кина взял Пол Киммедж из The Sunday Independent, а Хамфрис был допущен к интервью только с условием: не публиковать свою статью до тех пор, пока Киммедж не опубликует свою. Однако Хамфрис нарушил слово, рассчитывая первым опубликовать сенсационные подробности в The Irish Times. В статье Кин перечислил серию событий и фактов, из-за которых не мог больше оставаться в расположении сборной, в том числе и все условия подготовки ирландской сборной. Он открыто намекал на то, что подготовка была выгодна только руководству Футбольной ассоциации Ирландии, но не игрокам, и выразил серьёзные сомнения в компетентности руководства ФАИ и ирландского тренерского штаба.

### Перепалка сМиком Маккарти
Статья The Irish Times вызвала большой резонанс в обществе, и Маккарти решил лично расспросить Кина: на встрече с командой он дал ему выпуск газеты и спросил: «Что всё это значит?», обвинив попутно его в симуляции травмы в серии плей-офф против Ирана перед ответным матчем. В ответ на это Кин в течение 10 минут поносил Маккарти, обвиняя его в абсолютной некомпетентности как игрока и отсутствии человеческих качеств.

Мик, ты лжец и ёбаный урод! Я тебя не ценил как игрока, не ценю как тренера и как человека. Ёбаный урод, да засунь себе свой чемпионат мира в жопу! Я с тобой работаю только потому, что ты как-то стал тренером нашей сборной! Засунь себе его под яйца.
Оригинальный текст (англ.)Mick, you're a liar … you're a fucking wanker. I didn't rate you as a player, I don't rate you as a manager, and I don't rate you as a person. You're a fucking wanker and you can stick your World Cup up your arse. The only reason I have any dealings with you is that somehow you are the manager of my country! You can stick it up your bollocks.

По словам Мика Маккарти, Кин в течение 8 минут в грубой и прямой форме перечислял причины того, почему он не хочет играть у Маккарти: он заявлял, что специально пропускал товарищеские матчи и специально опоздал в расположение сборной, поскольку хотел играть за сборную Ирландии без Маккарти. В своём дневнике он писал:

Он [Кин] словно взорвался, и все в комнате оцепенели. Почти восемь минут он описывал меня словами на «п» и «х». И что как игрок я говно, и как тренер я говно, дерьмовый тренер. И пидорас я, и мудила. Он не уважал меня ни как тренера, ни как игрока. [...] Я ещё не видел, чтобы человек себя так вёл... Он ядовитый. Он продолжает оскорбления, припоминая ссору, которая была в Бостоне в 1992 году. Рой начинает меня доставать вопросом: «Ты меня напугать хочешь, не так ли?» [...] С меня хватило. Он пересёк черту... Я сказал ему, чтобы он убирался, а он в ответ предложил мне засунуть чемпионат мира мне в жопу. С этими словами он покидает комнату, а заодно и чемпионат мира.
Оригинальный текст (англ.)He is fuming now and the room is stunned...for about eight minutes I am every expletive imaginable from c to w. I was a crap player. I am a crap manager. I am a crap coach.....I am an effing c*** and an effing w***er. He has nor respect for me at all, as a manager or as a player. [...] I have never seen any human being act like this before...He is delirious. He continues the abuse, dragging up an argument we had in Boston back in 1992. Eventually Roy starts to repeat one question. 'you want me to piss off, don't you?' ...I've had enough. He has crossed the line...I tell him to go. He tells me to stick the World Cup up my f***ing arse. With that, he is up and gone, out the door, and out of the World Cup.

На последующей пресс-конференции Мик Маккарти объявил об исключении Роя Кина из сборной. Нилл Куинн в автобиографии писал, что «10-минутная речь Роя Кина была клинической, яростной, расшатывавшей землю под ногами того, кто её слышал, и именно она вызвала потрясение в ирландском обществе». При этом он осудил поведение Кина, заявив: «Он бросил нас в Сайпане, а не наоборот, и сам себя наказал больше всех, не вернувшись к нам». Никто из друзей по сборной не поддержал Кина публично, хотя некоторые лично ему признались, что поддерживали его. Кин в автобиографии отмечал, что к нему заходили в комнату Гари Брин и Дэвид Коннолли, а Стив Стонтон и Нилл Куинн также собирались поддержать позицию Кина, а не ФАИ. Стонтон позже получил капитанскую повязку после ухода Кина.
Маккарти вызвал в расположение сборной Колина Хили, чтобы заменить Кина, однако к тому моменту наступил дедлайн и внести изменения в заявку сборной было нельзя. Более того, 30 мая 2002 года представитель ФИФА Кит Купер заявил, что Кина можно было заменить только в случае его травмы.

### Развязка
Скандал оказался таким масштабным, что в дело вмешались не только СМИ, но и премьер-министр Патрик Ахерн, но примирения Кина и Маккарти не состоялось. В итоге Кин, покинувший расположение сборной, пропустил чемпионат мира, по итогам которого Ирландия выбыла в 1/8 финала, проиграв по пенальти Испании. Кин в интервью RTÉ признал, что если бы имел возможность вернуться в сборную, то мог бы это сделать.

## Последствия

### Отчёт Genesis
Консалтинговое бюро Genesis получило заказ от Футбольной ассоциации Ирландии расследовать обстоятельства подготовки к чемпионату мира и подготовить отчёт. Сотрудники бюро, проведя расследование, признали правдивыми утверждения Кина: они обнаружили, что структура ФАИ не могла обеспечить правильное планирование и подготовить рекомендации для сборной. Однако полный отчёт так и не был опубликован. В отставку вскоре подал Брендан Ментон, генеральный секретарь ФАИ, но он отверг обвинения в том, что это было связано с деятельностью Genesis.

### Отставка Маккарти
Рой Кин сказал, что не будет играть за сборную Ирландии до тех пор, пока Маккарти ею руководит, и пожелал ему «гнить в аду». Маккарти руководил командой в начале отбора на чемпионат Европы 2004 года, однако после поражений от России со счётом 2:4 в гостях и от Швейцарии со счётом 1:2 дома Маккарти всё-таки был уволен, причём в матче со Швейцарией его освистывали с трибун болельщики. Ирландцам пришлось ждать следующего турнира ещё 10 лет, а Рой Кин вернулся 27 мая 2004 года в расположение сборной, сыграв против Румынии в товарищеском матче под руководством Брайана Керра. Через год он провёл прощальный матч за сборную, доведя число игр за Ирландию до 67, а в 2006 году окончательно завершил игровую карьеру.

## Примирение
В ноябре 2006 года Рой Кин и Мик Маккарти примирились, когда созвонились перед матчем своих клубов АПЛ «Вулверхэмптон Уондерерс» (тренер Мик Маккарти) и «Сандерленд» (тренер Рой Кин). Их рукопожатие стало объектом внимания британских СМИ. В апреле 2007 года в очередном матче сошлись команды Кина и Маккарти, и Кин высоко оценил работу Маккарти в клубе «Сандерленд». В декабре 2013 года на ITV4 вышел документальный фильм, в котором Рой Кин выразил сожаление по поводу своего исключения из сборной перед чемпионатом мира и признал, что должен был отодвинуть личные отношения с тренером на второй план ради успеха сборной, заявив, что поступком Роя была разочарована и его семья.

## В поп-культуре
В Ирландии Сайпанский инцидент назвали не иначе как «гражданской войной», которая, по словам The Irish Times, вызвала раскол между семьями, друзьями и даже коллегами по работе. В 2005 году был поставлен комедийный мюзикл «Я, Кино» (англ. I, Keano) в Дублине авторства Артура Мэтьюза, Майкла Наджента и Пола Вудфула, в котором это обыгрывалось как история римского легиона, готовившегося к войне. Кин присутствовал на первом показе мюзикла, который показывали в Дублине до мая 2008 года. Более того, три актёра первого состава вскоре ушли после первых гастролей, в том числе и исполнитель главной роли Марио Розеншток. Из-за этого в газетах появились статьи об «искусстве как имитации жизни».
В июле 2024 года было объявлено о начале съёмок фильма на основе Сайпанского инцидента: роль Кина должен был исполнить Энна Хардуик, роль Маккарти — Стив Куган.